# Raymond Sabounghi
Raymond Sabounghi, également orthographié Raymond Saboungi, né le 23 octobre 1931 et décédé le 20 décembre 2002, à New York, aux États-Unis, est un ancien joueur égyptien de basket-ball.